# Нижний Рейн (департамент)
Нижний Рейн (фр. Bas-Rhin) — департамент на северо-востоке Франции. Регион Гранд-Эст. Порядковый номер — 67. Административный центр — Страсбург.

## Географическое положение
Площадь территории — 4755 км². Через департамент протекает река Рейн, которая всегда являлась важной составляющей региона и является восточной границей Нижнего Рейна. В департаменте также расположены некоторые предгорья Вогезов.
На севере Нижний рейн граничит с Пфальцским лесом (Pfälzerwald) немецкой федеральной земли Рейнланд-Пфальц, с востока граничит с землёй Баден-Вюртемберг, к югу находится департамент Верхний Рейн, на юго-западе департамент Вогезы, на западе департаменты Мёрт и Мозель и Мозель.

## История
Нижний Рейн — один из первых 83 департаментов, созданных 4 марта 1790 года во время Великой французской революции. В середине 1790-х во время французской оккупации левобережья Рейна северная граница департамента была перенесена дальше за реку Лаутер к реке Квайх и охватывала города Анвайлер-на-Трифельсе, Ландау, Бад-Бергцаберн и Вёрт-на-Рейне. Однако после второго поражения Наполеона в 1815 году Венский конгресс распорядился передать территории севернее Лаутера Баварии. Эти территории в настоящий момент являются частью федеральной земли Рейнланд-Пфальц.
Дважды после своего создания Нижний Рейн оказывался в составе Германии: первый раз (с 1871 по 1918 г.) — в результате поражения во франко-прусской войне, второй (с 1940 по 1945 г.) — во время Второй мировой войны.
До административной реформы в составе департамента было 7 округов, 44 кантона и 526 коммун (общин). С населением 1 115 226 человек (2010) являлся наиболее густонаселённым из двух департаментов региона Эльзас.

## Административно-территориальное деление
До административной реформы в составе департамента Нижний Рейн было 7 округов.
| № | Округ            | Административный центр | Население, чел. (2010) | Площадь, км² | Плотность, чел./км² | Кантоны | Общины |
| - | ---------------- | ---------------------- | ---------------------- | ------------ | ------------------- | ------- | ------ |
| 1 | Агно             | Агно                   | 130 254                | 666          | 195,58              | 3       | 56     |
| 2 | Мольсем          | Мольсем                | 98 041                 | 745          | 131,60              | 5       | 69     |
| 3 | Саверн           | Саверн                 | 93 625                 | 1003         | 93,34               | 6       | 127    |
| 4 | Селеста-Эрстен   | Селеста                | 152 343                | 981          | 155,29              | 7       | 101    |
| 5 | Страсбур-Кампань | Страсбург              | 281 484                | 684          | 411,53              | 8       | 104    |
| 6 | Страсбур-Виль    | Страсбург              | 271 782                | 78           | 3484,38             | 10      | 1      |
| 7 | Висамбур         | Висамбур               | 68 376                 | 598          | 114,34              | 5       | 68     |

В результате административной реформы количество округов департамента Нижний Рейн сокращено до пяти (были объединены округ Агно и Висамбур в новый округ Агно-Висамбур и из округов Страсбур-Виль (Страсбур-город) и Страсбур-Кампань (Страсбур-пригород) воссоздан округ Страсбур):
- Агно-Висамбур — 144 коммуны;
- Мольсем — 77 коммун;
- Саверн — 172 коммуны;
- Селеста-Эрстен — 101 коммуна;
- Страсбур — 33 коммуны.